# Антоніо Бьйоска
Антоніо Бьйоска (ісп. Antonio Biosca, нар. 8 грудня 1949, Альмерія) — іспанський футболіст, що грав на позиції захисника.
Виступав, зокрема, за клуб «Реал Бетіс», з яким став володарем Кубка Іспанії, а також національну збірну Іспанії, у складі якої поїхав на чемпіонат світу 1978 року.

## Клубна кар'єра
У дорослому футболі дебютував 1968 року виступами за команду «Кальво Сотело», в якій за три сезону взяв участь у 28 матчах Сегунди.
1971 року перейшов до вищолігового клубу «Реал Бетіс», за який відіграв 12 сезонів, дебютувавши у Прімері 28 листопада 1971 року на виїзді в грі проти "Кордови" (1:3). Більшість часу, проведеного у складі «Реала Бетіс», був основним гравцем захисту команди, яка не була серед грандів іспанського футболу і двічі, 1973 та 1978 року, вилітала з вищого дивізіону, але щоразу одразу поверталась в еліту. Єдиним великим успіхом для гравця став виграш Кубка Іспанії з клубом у сезоні 1976/77, реалізувавши свій післяматчевий пенальті.
Завершив професійну кар'єру футболіста виступами за команду «Реал Бетіс» у 1983 році.

## Виступи за збірну
26 квітня 1978 року дебютував в офіційних матчах у складі національної збірної Іспанії в товариській грі проти Мексики (2:0), а вже влітку поїхав з командою на чемпіонат світу 1978 року в Аргентині, де зіграв у матчах проти Бразилії (0:0) та Швеції (1:0), але його команда не вийшла з групи. Після «мундіалю» за збірну більше не грав.

## Титули і досягнення
- Володар Кубка Іспанії (1):

«Реал Бетіс»: 1976/77